# Derby (Connecticut)
Pour les articles homonymes, voir Derby.
La ville américaine de Derby est située dans le comté de New Haven, dans l’État du Connecticut.
Derby devient une municipalité en 1775. La ville doit son nom au Derbyshire, d'où étaient originaires certains de ses premiers habitants.

## Démographie
Selon le recensement de 2010, Derby compte 12 902 habitants. La municipalité s'étend sur 5,41 milles carrés (14,01 km2), dont 0,35 milles carrés (0,91 km2) d'étendues d'eau.
| 1790  | 1800  | 1810  | 1820  | 1830  | 1840  |
| ----- | ----- | ----- | ----- | ----- | ----- |
| 2 994 | 1 878 | 2 051 | 2 088 | 2 253 | 2 851 |

| 1850  | 1860  | 1870  | 1880   | 1890  | 1900  |
| ----- | ----- | ----- | ------ | ----- | ----- |
| 3 824 | 5 443 | 8 020 | 11 650 | 5 969 | 7 930 |

| 1910  | 1920   | 1930   | 1940   | 1950   | 1960   |
| ----- | ------ | ------ | ------ | ------ | ------ |
| 8 991 | 11 238 | 10 788 | 10 287 | 10 259 | 12 132 |

| 1970   | 1980   | 1990   | 2000   | 2010   | - |
| ------ | ------ | ------ | ------ | ------ | - |
| 12 599 | 12 346 | 12 199 | 12 391 | 12 902 | - |